# Мелащенко Олександр Петрович
Олекса́ндр Петро́вич Мела́щенко (* 13 грудня 1978, Полтава) — український футболіст, нападник. У минулому — гравець національної збірної України та низки українських клубів. По завершенні ігрової кар'єри — український футбольний тренер. Наразі входить до тренерського штабу молодіжної збірної України.

## Клубна кар'єра
Професійні виступи розпочав 1997 року у складі другої команди полтавської «Ворскли», у складі першої команди клубу дебютував у матчах вищої ліги чемпіонату України 29 березня 1998 року у грі проти запорізького «Торпедо» (перемога 2:0). Відігравши декілька сезонів у головній команді рідного міста, по завершенні осінньої частини сезону 2000—2001 перейшов до столичного «Динамо».
Після трьох років виступів за «Динамо» перейшов до дніпропетровського «Дніпра», у складі якого грав протягом 2004—2006 років. Протягом 2007—2009 перебував в оренді в «Кривбасі», по завершенню контракту з клубом став вільним агентом.
У березні 2010 року уклав контракт із запорізьким «Металургом».
У червні 2010 року став гравцем ФК «Нове життя», с. Андріївка, Машівського району, Полтавської області.
Олександр Мелащенко дебютував за новий клуб 6 червня 2010 року у матчі проти «Колоса» з Кобеляк (6:2), в якому забив два м'яча..
Брав участь у «золотому матчі» чемпіонату Полтавської області сезону 2010 року (Комсомольськ, 20 листопада 2010 року), в якому забив гол, проте «Нове життя» зазнало поразки від «Великої Багачки» з рахунком 4:3..

## Виступи за збірну
У складі національної збірної України дебютував 14 лютого 2001 року у товариській зустрічі проти збірної Грузії (нічия 0:0). Усього протягом 2001—2003 років за головну команду України зіграв 16 матчів, забив 3 голи.
| #  | Дата              | Місце                  | Противник  | Рахунок | Результат | Змагання   |
| -- | ----------------- | ---------------------- | ---------- | ------- | --------- | ---------- |
| 1. | 28 лютого 2001    | Ларнака, Кіпр          | Кіпр       | 4-3     | поразка   | товариська |
| 2. | 15 серпня 2001    | Рига, Латвія           | Латвія     | 0-1     | перемога  | товариська |
| 3. | 20 листопада 2002 | Братислава, Словаччина | Словаччина | 1-1     | нічия     | товариська |

## Тренерська кар'єра
У грудні 2015 року увійшов до тренерського штабу Олександра Головка в молодіжній збірній України.

## Досягнення
- Дворазовий чемпіон України: 2000–2001, 2002–2003;
- Володар Кубку України 2003;
- Володар Кубку Полтавської області 2010;